# Persone (Valvestino)
Persone (Persù in dialetto bresciano) è una frazione del comune di Valvestino, nella omonima valle in provincia di Brescia. Fu comune indipendente del Trentino fino al 1928, anno in cui fu aggregato a quello di Valvestino. Dal censimento del 1921 risultava avere 95 abitanti, mentre all'inizio del Ventunesimo secolo vi abitano stabilmente le 40 e le 50 persone.

## Origine del nome
Il toponimo deriverebbe per alcuni da una parola di origine celtica non più decifrabile mentre per il noto linguista Carlo Battisti il toponimo è da ricercarsi invece nella radice prelatina "bars" che significa altura, quindi si indicava un villaggio costruito su un'altura, e in seguito sulla radice "bars" si sarebbe sovrapposto la parola latina medioevale "bersa"  che indicava un recinto o una siepe di selva per rinchiudervi di notte gli animali. Uguale è il toponimo del comune trentino di Bersone. Difatti l'etnografo Bartolomeo Malfatti nel suo "Saggio di toponomastica Trentina" edito nel 1896 riporta che: "Bersu", secondo il Ducange, sono le "crates viminere, seu sepes ex palis vel ramis, quibus silver vel parci undique incinguntur". Questa voce deriva probabilmente da "Bers", che nell'antico bretone significava divieto; onde "bersa" proibire. Da qui, coll'idea di luogo custodito, chiuso, la voce "Bersa"=cella vinaria di un Cartolario marsigliese, citato dal Ducange. Si può ammettere che dei paesi indicati sopra, più d'uno prendesse il nome da un luogo frequente di siepi, o ricinto".
Il toponimo Persone è attestato in una pergamena del 21 agosto del 1405 quando fu stipulato un compromesso tra le comunità di Magasa, Armo, Persone, Moerna e Turano della Val Vestino con quella di Storo per stabilire i rispettivi confini sul monte Tombea. Nel 1913 il glottologo Carlo Battisti riportò nella sua ricerca sul dialetto della Val Vestino che gli abitanti del luogo venivano soprannominati: "striù", stregoni.

## Storia
Persone trova la sua origine probabilmente in epoca pre-romana come piccolo insediamento di popolazioni “reto-celtiche”: Stoni o Galli Cenomani. Fu dal 1100 circa al 1826 comune della Contea di Lodrone, territorio soggetto alla podestà della nobile famiglia dei conti Lodron, feudatari dei principi-vescovi di Trento. Nel villaggio nacque nel 1740 Giovanni Grandi, bandito e "assassino di strada", giustiziato nel Castello di Stenico il 15 novembre del 1788. La zona è conosciuta per la ricchezza della sua flora e il 5 luglio 1853 il botanico bavarese Friedrich Leybold rinvenne su uno spuntone dolomitico una rara Scabiosa Vestina.
È il luogo ove si condussero tra il 25 giugno e il 10 agosto 1866 le operazioni in Valvestino, della terza guerra di indipendenza tra le forze garibaldine e austriache. Sorta in una vallecola, dal 1861 al 1918 qui vi passava il confine tra Regno d'Italia e Austria Ungheria, dopo che per secoli era stato il punto di confine tra Repubblica di Venezia e Contea principesca del Tirolo, dopo la parentesi napoleonica fu confine tra il Lombardo Veneto e l'Impero d'Austria. Nel dicembre 1916, nel corso della prima guerra mondiale, vi transitò proveniente da Capovalle il re Vittorio Emanuele III di ispezione alle linee fortificate della Val Vestino.

### 1405, il compromesso arbitrale fra la comunità di Storo e quelle di Magasa, Armo, Persone, Moerna e Turano nella Val Vestino causa la lite per i rispettivi confini del monte Tombea
Nel XV secolo è documentata per la prima volta la lite scaturita fra le comunità di Val Vestino, esclusa quella di Bollone, con quella di Storo per lo sfruttamento, possesso e utilizzo dei pascoli d'alpeggio di malga Tombea. Il documento consistente in una pergamena, scritta in latino, conservata presso l'archivio storico del comune di Storo, fu copiato, tradotto e pubblicato dal ricercatore Franco Bianchini nel 2009 e riportato nelle sue parti essenziali da Michele Bella nel 2020. Al centro della discordia vi era la delimitazione del "confine" montano riconducibile con molta probabilità alla zona della conca pascoliva con la sua preziosa pozza d'abbeverata compresa tra il Dosso delle Saette e Cima Tombea, detta la Piana degli Stor, e più a ovest la prateria verso la Valle delle Fontane e la Bocca di Cablone. In quei tempi, a quanto sembra,  non era stato mai definito legalmente a chi appartenesse quel territorio, nessun cippo era stato collocato e la conoscenza dei luoghi era basata sull'usanza e la tradizione orale dei contadini sedimentatasi nel tempo. Le praterie delle comunità valvestinesi erano a quel tempo assai ridotte e le sole malghe Corva, Alvezza, Bait, Selvabella e Piombino non erano sufficienti a soddisfare i bisogni degli allevatori e queste "erbe" d'alta quota erano fondamentali per la sopravvivenza delle comunità rurali locali che necessitavano di ulteriori pascoli ove condurre in estate, dai primi di luglio a circa il 10 agosto, le proprie mandrie. Non si conoscono le cifre esatte dei capi di bestiame di quel secolo, ma una stima del 1946 rende noto che i malghesi potevano disporre per la sola monticazione del monte di circa 180 capi di mucche da latte e manze, terminato il periodo della malga il prativo veniva occupato dal bestiame minuto, capre e pecore, presente nell'alpeggio della Valle di Campei.
La controversia iniziò venerdì 21 agosto del 1405  nella contrada Villa di Condino sulla piazza Pagne "nei pressi della casa comunale presenti il maestro fabbro Glisente del fu maestro fabbro Guglielmo, Giovanni detto Mondinello figlio del fu Mondino, Antonio figlio di Giovanni detto Mazzucchino del fu Picino, tutti costoro della contrada Sàssolo della detta Pieve di Condino; Condinello figlio del fu Zanino detto Mazzola di detta contrada di sotto della soprascritta terra di Condino, ed Antonio detto Rosso, messo pubblico del fu Canale della villa di Por della Pieve di Bono, ora residente nella villa di Valèr della detta Pieve di Bono e predetta diocesi di Trento e molti altri testimoni convocati e richiesti" si unirono in presenza dei due procuratori delle comunità in causa per discutere e cercare un compromesso arbitrale definitivo che ponesse termine alla lite dei confini montani. Il notaio Pietro del fu notaio Franceschino di Isera, cittadino di Trento e abitante nella villa di Stenico delle Valli Giudicarie, con la collaborazione del notaio Paolo, stilò un documento su pergamena, identificando innanzi tutto presenti, valutando i loro mandati e i documenti prodotti dalle parti.
La comunità di Storo era rappresentata da Benvenuto detto “Greco” figlio del fu Bertolino della villa di Storo, "legittimo ed abilitato sindico-procuratore e gestore degli interessi degli uomini e persone nonché della comunità ed universalità di detta villa di Storo, con documento pubblico redatto di mano e con segno notarile di Bartolomeo del fu notaio Paolo della contrada Levì (o Levìdo) della Pieve di Bono, pubblico notaio di licenza imperiale, agente e richiedente da una parte"; mentre quella della Val Vestino da Giovannino del fu Domenico della terra di Turano della Valle di Vestino della diocesi di Trento, "abilitato sindico-procuratore e gestore degli interessi degli uomini e persone nonché della comunità ed universalità delle ville di Magasa, Armo, Persone, Turano e Moerna di detta Valle di Vestino, con documento pubblico redatto di mano e con segno notarile di Franceschino del fu Giovannino fu Martino della terra di Navazzo del Comune di Gargano delle Riviera del Lago di Garda della diocesi di Brescia, agente in sua difesa dall’altra parte". La questione esposta era prettamente confinaria, costoro infatti dichiarano pubblicamente "di voler giungere alla concordia e dovuta risoluzione e pacificazione della lite a lungo vertente fra i predetti uomini e persone e comunità delle terre di Magasa, Armo, Persone, Turano e Moerna della soprascritta Valle di Vestino ed al fine di evitare spese ed eliminare e mitigare danni, scandali, risse e discordie, per il bene della pace e della concordia, affinché perpetuamente e vicendevolmente regni fra le dette parti l’amore, a proposito della lite e questione del monte denominato Tombea situato ed ubicato nei territori e fra i monti e confini degli uomini e delle comunità di dette terre di Magasa, Armo, Persone, Turano e Moerna della soprascritta Valle di Vestino da una parte, ed i monti e confini della comunità ed università della detta terra di Storo dall’altra, poiché a mattina ed a settentrione confinano gli uomini e le persone della Valle di Vestino, ed a mezzogiorno ed a sera confinano gli uomini e persone della detta terra di Storo, la quale lite era la seguente".
Entrambi i procuratori portarono a sostegno delle loro affermazioni testimoni che sostenevano, basandosi sulle antiche tradizioni e consuetudini, che il territorio spettava da tempi immemori a questa o a quell'altra comunità, ma nessun documento scritto fu prodotto a loro favore che permettesse di dimostrare con certezza la proprietà.  Infatti Benvenuto detto “Greco” dichiarò che il monte di Tombea, situato ed insistente fra i suddetti confini e con tutte le sue competenti adiacenze e confinanze, spettava di diritto agli uomini della terra di Storo, e "che lui stesso e gli uomini della comunità di Storo, così come i loro predecessori, già da 10, 20, 30, 50, 80 e 100 anni ed oltre, da non esservi alcuna memoria in contrario, con ogni genere di armenti detti uomini pascolarono sul monte denominato Tombea come territorio di loro libera proprietà, senza alcuna molestia, disturbo o contraddizione da parte degli uomini e persone delle comunità ed universalità delle predette terre di Magasa, Armo, Persone, Turano e Moerna".
Altresì Giovannino del fu Domenico della terra di Turano prontamente ribatté negando la ricostruzione narrata da Benvenuto detto “Greco”  e asserì che il monte Tombea nella sua totalità, con tutte le sue adiacenze e confinanze, spettava di diritto esclusivamente agli uomini delle comunità di Magasa, Armo, Persone, Turano e Moerna ed in nessun altro modo agli uomini di Storo. Vista la divergenza tra le parti, la soluzione migliore per definire la controversia parve a tutti i presenti l'arbitramento. Con questo tipo di contratto le due parti litiganti devolvevano la risoluzione della contesa al giudizio di una o più persone scelte liberamente.  Quindi i due "sindaci" nominarono alcuni pacificatori chiamati pure arbitri, definitori o probiviri.
Benvenuto detto “Greco” scelse, nominò e completamente si affidò a Giacomo figlio del fu Giovannino della terra di Agrone della Pieve di Bono, Giovanni detto Pìzolo, residente nella contrada di Condino, al figlio del fu Guglielmo detto “Pantera” di Locca della Valle di Ledro della diocesi di Trento ed un tempo residente nella terra di Por, il notaio Giacomo della terra di Comighello della Pieve del Bleggio, ed il notaio Giovanni del fu notaio Domenico di Condino. Giovannino fu Domenico scelse, nominò e completamente si affidò a Picino del fu ser Silvestro detto “Toso” della terra di Por, Franceschino fu ser Giovannino della detta terra di Agrone, Giovanni fu ser Manfredino della terra di Fontanedo della Pieve di Bono e Giovanni figlio di Pizino detto “Regia” fu Zanino della contrada di Sàssolo della Pieve di Condino.
Gli arbitri furono investiti dell'autorità "di ascoltare le parti, decidere, definire, giudicare, sentenziare e promulgare, ovvero di disporre e giudicare con relative disposizioni, sentenze e di imporre di non opporsi e ricorrere su quanto deciso e sentenziato in alcuna sede di giudizio, con documenti scritti o senza in qualsiasi sede giuridica, sempre ed in ogni luogo, sia con le pareti avverse presenti o assenti su quanto richiesto e successivamente solennemente deliberato.  Ragion per cui le suddette parti in causa convennero di obbedire ed in toto osservare quanto sarà prescritto nelle loro sentenze di qualunque contenuto ed in qualunque sede giudiziale". 
Fu stabilito che in caso di non osservanza dell'accordo l'applicazione di una ammenda di 200 ducati da versare metà alla camera fiscale del principe vescovo di Trento e l’altra metà al nobile Pietro Lodron "signore generale di dette terre di Magasa, Armo, Persone, Moerna e Turano della Valle di Vestino". Inoltre le parti contraenti si impegnarono di rifondere tutti i danni causati e le spese sostenute con relativi interessi in caso di condanna in sede giudiziale garantendo la quantità di denaro stimata con un'ipoteca di tutti i beni personali in loro possesso, presenti e futuri, e quelli della rispettive comunità.
Al termine Benvenuto detto “Greco” e Giovannino fu Domenico giurarono con tocco di mano sulle sacre scritture di osservare tutte le suddette deliberazioni e chiesero al notaio di stilare un pubblico documento da consegnare ad entrambe le singole parti contendenti.
Fungevano da giudici di appello il nobile Pietro del fu Paride di Lodrone, "quale signore generale degli uomini e persone delle comunità ed università delle terre di Magasa, Armo, Persone, Moerna e Turano della Valle di Vestino e l’onorabile signor Matteo, notaio e cittadino di Trento ed assessore del nobile Erasmo di Thun in Val di Non, vicario generale nelle Giudicarie per conto del principe vescovo di Trento Giorgio nonché generale signore e pastore degli uomini e della comunità di Storo".

### 1511, la grande divisione di pascoli e boschi dei monti Camiolo, Tombea, Dos di Sas e della costa di Ve
Lo studio compiuto da don Mario Trebeschi , ex parroco di Limone del Garda, di una sgualcita e a tratti illeggibile pergamena conservata presso l’Archivio Parrocchiale di Magasa, portò a conoscenza dell’intensivo sfruttamento dei pascoli d’alpeggio, dei boschi, delle acque torrentizie in Val Vestino che fu spesso causa di interminabili e astiose liti fra le sei comunità. In special modo nelle zone contese dei monti Tombea e Camiolo; ognuna di esse rivendicava, più o meno fortemente, antichi diritti di possesso o transito, con il risultato che il normale e corretto uso veniva compromesso da continui sconfinamenti di mandrie e tagli abusivi di legname. Pertanto agli inizi del Cinquecento, onde evitare guai peggiori, si arrivò in due fasi successive con l’arbitrariato autorevole dei conti Lodron ad una spartizione di questi luoghi tra le varie ville o “communelli”. Infatti questi giocarono un ruolo attivo nella vicenda, persuadendo energicamente le comunità alla definitiva risoluzione del problema con la sottoscrizione di un accordo che fosse il più equilibrato possibile, tanto da soddisfare completamente ed in maniera definitiva le esigenti richieste delle numerose parti in causa. Il 5 luglio del 1502 il notaio Delaido Cadenelli della   Valle di Scalve  redigeva a Turano sotto il portico adibito a cucina della casa di un tale Giovanni, un atto di composizione tra Armo e Magasa per lo sfruttamento consensuale della confinante valle di Cablone (nel documento Camlone, situata sotto il monte Cortina). Erano presenti i deputati di Armo: Bartolomeo, figlio di Faustino, e Stefenello, figlio di Lorenzo; per Magasa: Antoniolo, figlio di Giovanni Zeni, e Viano, figlio di Giovanni Bertolina. Fungevano da giudici d’appello i conti Francesco, Bernardino e Paride, figli del sopra menzionato Giorgio, passati alla storia delle cronache locali di quei tempi, come uomini dotati di una ferocia sanguinaria.  Il 31 ottobre del 1511 nella canonica della chiesa di San Giovanni Battista di Turano, Bartolomeo, figlio del defunto Stefanino Bertanini di Villavetro , notaio pubblico per autorità imperiale, stipulava il documento della più grande divisione terriera mai avvenuta in Valle, oltre un terzo del suo territorio ne era interessato. Un primo accordo era già stato stipulato il 5 settembre del 1509 dal notaio Girolamo Morani su imbreviature del notaio Giovan Pietro Samuelli di Liano, ma in seguito all’intervento di alcune variazioni si era preferito, su invito dei conti Bernardino e Paride, revisionare completamente il tutto e procedere così ad una nuova spartizione. Alla presenza del conte Bartolomeo, figlio del defunto Bernardino, venivano radunati come testimoni il parroco Bernardino, figlio del defunto Tommaso Bertolini, Francesco, figlio di Bernardino Piccini, tutti e due di Gargnano, il bergamasco Bettino, figlio del defunto Luca de Medici di San Pellegrino, tre procuratori per ogni Comune, ad eccezione di quello di Bollone che non faceva parte della contesa (per Magasa presenziavano Zeno figlio del defunto Giovanni Zeni, Pietro Andrei, Viano Bertolini), e si procedeva solennemente alla divisione dei beni spettanti ad ogni singolo paese. A Magasa veniva attribuita la proprietà del monte Tombea fino ai prati di Fondo comprendendo l’area di pertinenza della malga Alvezza e l’esclusiva di tutti i diritti di transito; una parte di territorio boscoso sulla Cima Gusaur e sul dosso delle Apene a Camiolo, in compenso pagava 400 lire planet alle altre comunità come ricompensa dei danni patiti per la privazione dei sopraddetti passaggi montani. Alcune clausole stabilivano espressamente che il ponte di Nangone (Vangone o Nangù nella parlata locale) doveva essere di uso comune e che lungo il greto del torrente Toscolano si poteva pascolare liberamente il bestiame e usarne l’acqua per alimentare i meccanismi idraulici degli opifici. Al contrario il pascolo e il taglio abusivo di piante veniva punito severamente con una multa di 10 soldi per ogni infrazione commessa. 
Alla fine dopo aver riletto il capitolato, tutti i contraenti dichiaravano di aver piena conoscenza delle parti di beni avute in loro possesso, di riconoscere che la divisione attuata era imparziale e di osservare rispettosamente gli statuti, gli ordini, le provvisioni e i decreti dei conti Lodron, signori della comunità di Lodrone e di quelle di Val Vestino.  Poi i rappresentanti di Armo, Magasa, Moerna, Persone e Turano giuravano, avanti il conte Bartolomeo Lodron, toccando i santi vangeli, di non contraffarre e contravvenire la presente divisione terriera e, con il loro atto, si sottoponevano al giudizio del foro ecclesiastico e ai sacri canoni di Calcedonia.

### Il fondo benefico Grandi
Domenico Grandi, curato di Pedersano e originario di Persone, istituì, con atto del 18 febbraio 1711 e con testamento del 23 gennaio 1712, due cappellanie, di cui una nella chiesa di Pedersano, l'altra nella chiesa di Persone. Per quanto riguarda la prima, essa obbligava il beneficiato alla celebrazione di 4 messe alla settimana, in suffragio dell'anima del testatore e di quella dei suoi parenti e benefattori. Il godimento della cappellania spettava, secondo le disposizioni del fondatore, ai suoi parenti sacerdoti, prima della linea paterna e poi materna, e nel caso di loro assenza, ai discendenti della famiglia Chemelli di Pedersano, o al curato pro tempore di Pedersano.
A tale scopo don Domenico Grandi legò alcuni capitali e alcuni suoi beni stabili, siti in località Strafalt, nella frazione di Piazzo (Pomarolo), e in località Cerna nelle pertinenze di Pedersano. I suddetti fondi vennero coltivati da coloni con contratti di mezzadria; sul fondo a Strafalt vi era anche una casa di campagna, con stalla e avvolto, destinata ai coloni stessi. Dal 1888 al 1906, il beneficio Grandi fu assegnato al curato di Pedersano, don Annibale Zanolli, che redasse per quegl'anni la documentazione necessaria alla gestione e all'amministrazione del beneficio. Con il decreto vescovile del 17 agosto 1907, la cappellania Grandi fondata presso la chiesa di Pedersano, venne assegnata a don Vigilio Grandi, curato di Moerna (Valvestino), che aveva richiesto di esserne investito per questioni di parentela e diritto di patronato. Secondo l'atto di consegna compilato da don Annibale Zanolli il 17 settembre 1907, il patrimonio del beneficio Grandi consisteva in un'obbligazione di stato di 600 corone, in un fondo vignato e boschivo in località Strafalt stimato 3200 corone e in un altro fondo vignato e boschivo in località Cerna stimato 800 corone. I fondi si trovavano in ottimo stato, mentre la casa colonica aveva bisogno di qualche riparazione. L'orto sito a Pedersano in località Cros, assegnato alla cappellania secondo il testamento di don Domenico Grandi, non faceva più parte del patrimonio del beneficio. I capitali lasciati con testamento dal fondatore per l'importo complessivo di 1026 corone erano stati ridotti a 600 corone.
Monsignor Vigilio Grandi godette del beneficio Grandi fino al 1963, quando per sua rinuncia, ritornò ad essere assegnato al parroco di Pedersano, al tempo don Giovanni Volcan, che ne divenne beneficiato dal 1 luglio 1963. L'Ordinariato di Trento, con rescritto del 7 novembre 1963, concesse per un quinquennio la riduzione delle 208 messe annue che fino a quel momento gravavano il beneficio Grandi di Pedersano, a 4 messe annue; autorizzò inoltre il parroco ad utilizzare il reddito residuo del beneficio Grandi per il proprio sostentamento, per spese di miglioria alla campagna e per il restauro della casa beneficiale. Su richiesta del parroco, l'Ordinariato autorizzò in data 8 gennaio 1968 la vendita di tutto il patrimonio del beneficio Grandi, la devoluzione di una certa somma alla chiesa parrocchiale di Pedersano per lo svolgimento di opere pastorali e a suffragio dell'anima del fondatore del beneficio, e l'affrancazione perpetua di tutti gli oneri missari a carico del beneficiato.

## Monumenti e luoghi di interesse

### Architetture religiose

#### La chiesa di San Matteo
La cappella di San Matteo di Persone viene citata nel 1537 nell'ambito della pieve di Tignale. Tale cappella dipenderà da Turano fra il 1564 e il 1726. Imprecisata la data di edificazione della chiesa. Le quattro campane, fuse a Trento, furono collocate sulla torre nel 1909 e fu ridipinta nel 1951.
La curazia di Persone fu istituita il 7 febbraio 1729. Nel 1822 passò nel Decanato di Condino rimanendovi fino al 1936. Con decreto vescovile del 10 settembre 1986 ed in base al Concordato del 1984, veniva stabilita l'estinzione della curazia di Persone conglobata nella parrocchia di Turano, che assumeva il titolo "Martirio di S. Giovanni Battista" in luogo di S. Giovanni Battista Decollato.

#### Le santelle religiose
Un tempo la profonda religiosità popolare delle genti di questa valle si esprimeva spesso con l'erezione di opere sacre e l'apposizione di "segni" che avevano lo scopo di garantire un quotidiano "filo diretto" con il Creatore. C'era sempre qualche buon motivo per ringraziarlo per invocarne la benevolenza. Cosi, lungo le stradine di campagna e le mulattiere di montagna è facile imbattersi in vecchi manufatti ormai spesso offuscati, dalla patina del tempo: croci,  tabernacoli, capitelli, lapidi in ricordo di eventi tragici, piccoli dipinti votivi realizzati per grazie ricevute. Presso di essi il viandante sostava qualche attimo in rispettosa preghiera: anche il passante più frettoloso, vi gettava almeno uno sguardo, elevando un pensiero al Cielo.
I tre capitelli o santelle siti nelle vicinanze dell'abitato, lungo le antiche mulattiere che collegavano il villaggio con gli altri abitati della Val Vestino furono presumibilmente edificati tra il 1700 e il 1800, per volontà di pii benefattori. I manufatti si presentano con volta a sesto d'arco e le strutture verticali sono in muratura portante. Le coperture sono a due falde simmetriche con il manto in coppi e furono recentemente ristrutturate in quanto versavano in stato di abbandono con gli affreschi sbiaditi e esposti alle intemperie.
La prima santella è posizionata lungo l'antico percorso, oggi strada provinciale, che congiunge Persone a Moerna ed è dedicata al culto di Sant'Anna a protezione della famiglia, è la più antica e si presume sia stata costruita nel 1700. Gli affreschi che l'adornano raffigurano alla sua destra San Rocco protettore dalla peste nera e a destra San Sebastiano, santo pure invocato contro la pestilenza. La devozione a San Rocco e a San Sebastiano deriva dal fatto che la peste nera colpì duramente la popolazione fino al 1630 quando praticamente scomparve definitivamente dal bresciano ma rimase attiva in Europa, in Russia, fino al 1770. Nella zona della Riviera del Garda e del Trentino, l’epidemia pestilenziale, fu documentata già a partire dal 1300 e poi a seguire nel 1428, 1433,1496, 1530, 1567 e nel 1576. La stessa popolazione del villaggio di Droane, secondo la tradizione, fu annientata nel XVI secolo.
Alla periferia dell'abitato di Persone, sulla strada per il fondovalle che un tempo conduceva a Turano, è situato il capitello oggi dedicato alla devozione di San Giuseppe col Bambino, patrono dei padri di famiglia e degli artigiani. Una terza santella era presente fino a pochi decenni fa ai lati della provinciale per Moerna, poco distante dall'abitato, quando fu demolita per l'allargamento della sede stradale.
Queste santelle, si presume, furono anche posizionate nella campagna lungo il luogo di passaggio delle rogazioni, processioni documentate già negli statuti comunali del vicino comune di Magasa del 1589, che coinvolgevano tutta la popolazione a Cadria. Con questo rito la popolazione di Persone chiedeva la protezione divina contro i danni dovuti al maltempo: grandine, pioggia, la siccità ma anche contro le calamità naturali, la violenza della guerra o appunto il flagello di malattie contagiose come la peste nera. Le santelle, inoltre, rappresentavano nell'immaginario popolare un baluardo contro la presenza di malefici, demoni, streghe e stregoni. L'ultima santella si trova in Val di Büs, alla periferia del villaggio lungo l'antica mulattiera che la congiungeva con le praterie di Messane e il valico di Bocca di Valle. Essa è dedicata a santa Maria e custodisce nella nicchia una statuetta della madre di Gesù Cristo e quella di una devota genuflessa in preghiera.
Le santelle in generale hanno quindi il significato di un ringraziamento. Una preghiera di aiuto e benevolenza per tutti quegli uomini che dopo aver lasciato le loro case, le loro famiglie affrontando le fatiche o le insidie della guerra sono rientrati a casa sani e salvi, saldi nella loro fede ma anche come ex voto per uno scampato pericolo, come una carestia o una pestilenza.

## Società
Abitanti censiti